# Fossa da visita

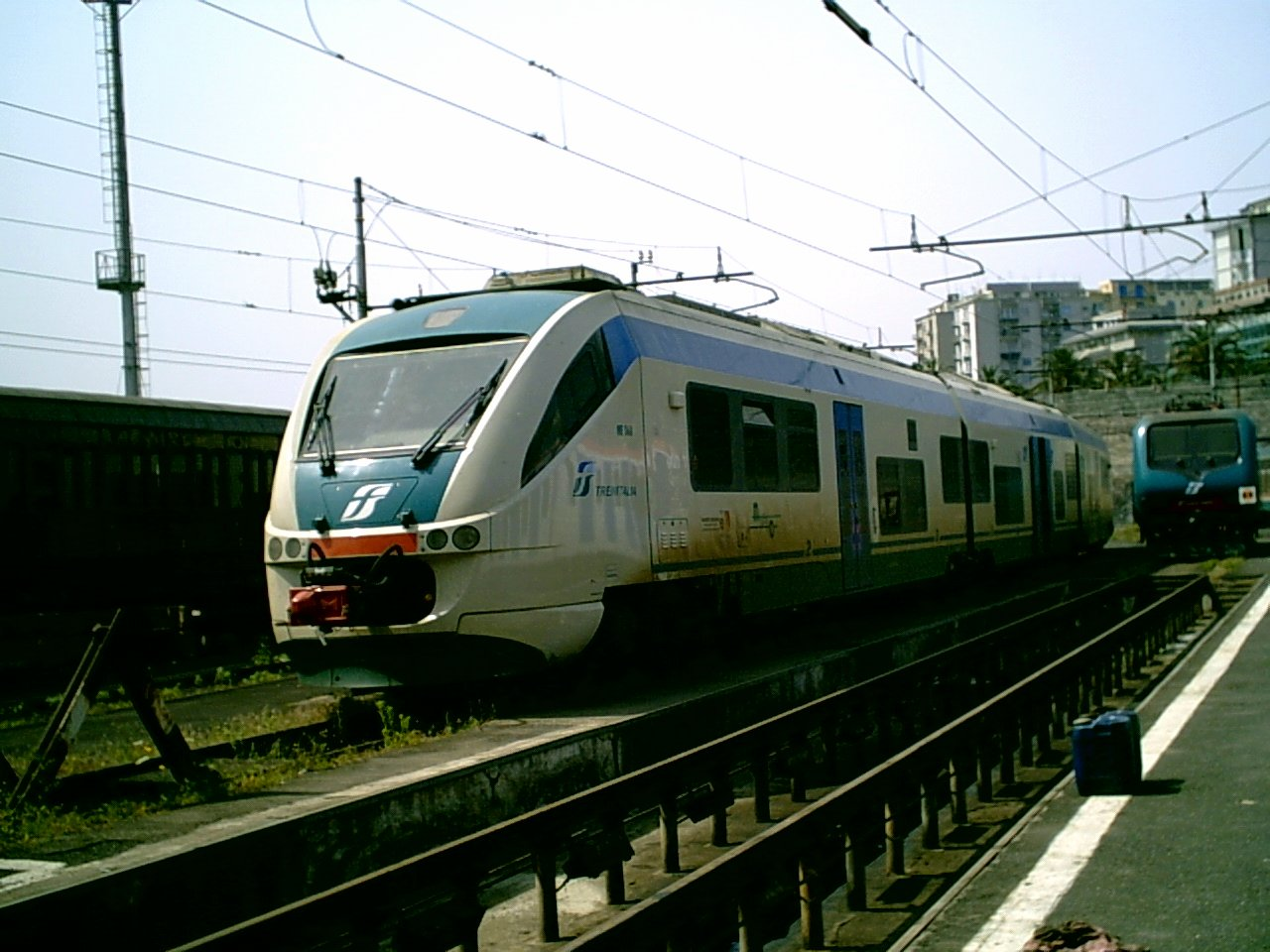
Una ALe 501/502 "Minuetto" con rimorchio Le 220 accanto a una fossa da visita

La fossa da visita è una struttura di servizio per il controllo, la manutenzione e la riparazione di rotabili ferroviari o, in genere, di autoveicoli e mezzi meccanici a motore.
Una fossa da visita (o di ispezione) è costituita da una sezione di larghezza e lunghezza opportuna che permette di passare al di sotto del veicolo o del rotabile da ispezionare la cui profondità è tale da permettere ad una persona in piedi di compiere le necessarie operazioni di verifica, di manutenzione o di riparazione.
Nella fattispecie delle fosse da visita ferroviarie queste sono ricavate mediante uno scavo tra i binari di lunghezza pari o maggiore del tipo di rotabili da ispezionare che permette di passare al disotto allo scopo di controllare le strutture, eseguire i controlli dei lubrificanti, degli impianti frenanti, degli organi meccanici. Nel caso delle fosse poste nelle officine consente di effettuare limitate operazioni di riparazione senza che sia necessario ricorrere al sollevamento del rotabile. Per una maggiore operatività le fosse da visita più moderne sono costituite da un'ampia platea nella quale il binario passante è posto su colonnette metalliche che tengono alla giusta altezza il rotabile che vi sosta sopra.
In alcuni casi le fosse da visita possono essere dotate di impianto di illuminazione e di condutture di servizio per aria compressa, acqua o lubrificanti. I depositi locomotive e le rimesse ne sono sempre forniti.
Le fosse da visita sono presenti anche negli impianti di manutenzione e di riparazione degli autocarri e autobus, degli autoveicoli e in genere dovunque sia necessario.